# (34757) 2001 QX139
2001 QX139 (asteroide 34757) é um asteroide da cintura principal. Possui uma excentricidade de 0.18424080 e uma inclinação de 10.91351º.
Este asteroide foi descoberto no dia 22 de agosto de 2001 por LINEAR em Socorro.